# Waidhofen (Niemcy)

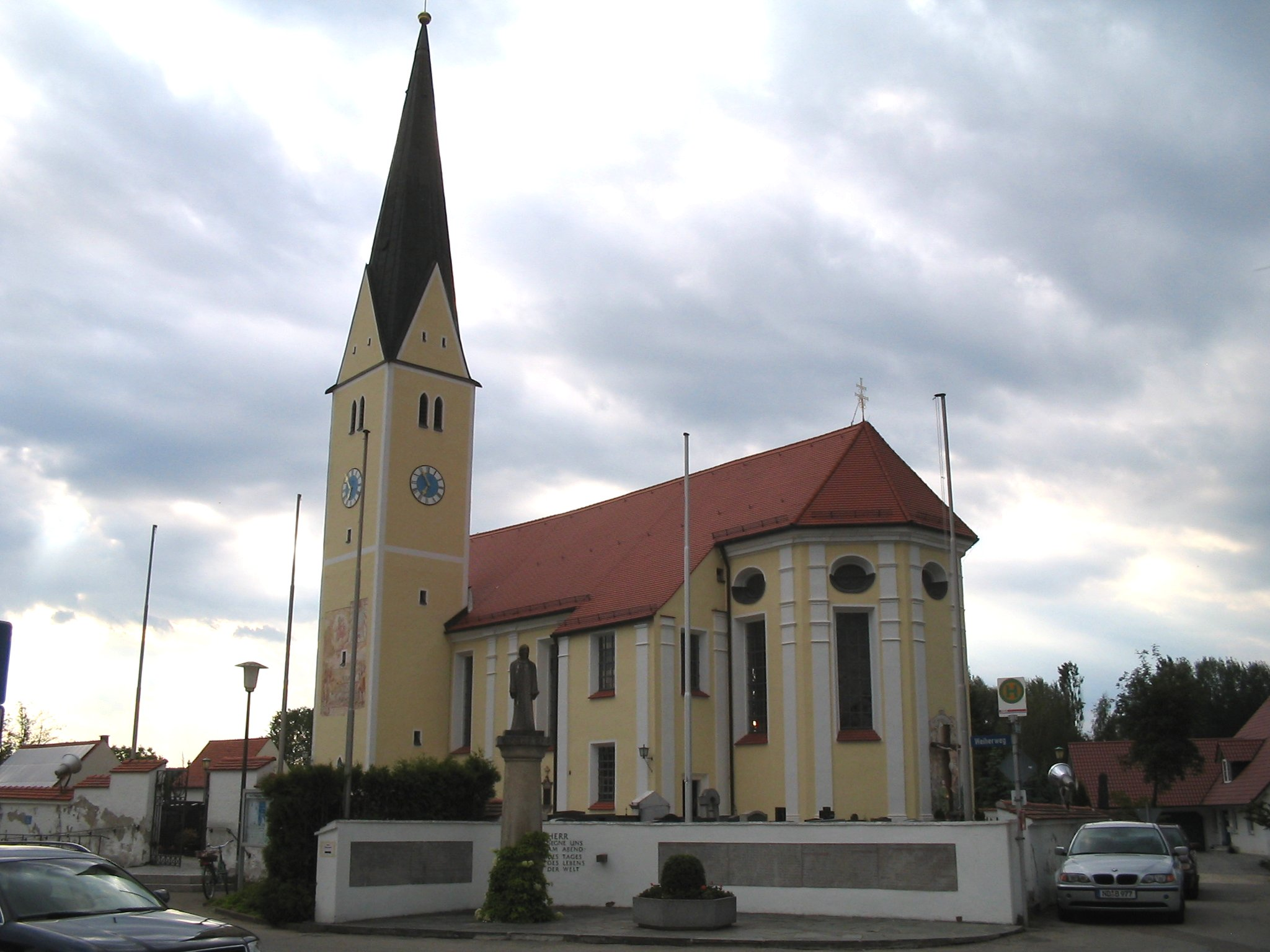
Kościół pw. Ofiarowania Pańskiego i św. Wendelina (St. Wendelin)

Waidhofen – miejscowość i gmina w Niemczech, w kraju związkowym Bawaria, w rejencji Górna Bawaria, w regionie Ingolstadt, w powiecie  Neuburg-Schrobenhausen, wchodzi w skład wspólnoty administracyjnej Schrobenhausen. Leży około 22 km na południowy wschód od miasta Neuburg an der Donau, nad rzeką Paar, przy drodze B300.

## Demografia
Dane o ludności z 31 grudnia 2008:
| Opis                                | Ogółem | Ogółem | Kobiety | Kobiety | Mężczyźni | Mężczyźni |
| ----------------------------------- | ------ | ------ | ------- | ------- | --------- | --------- |
| Jednostka                           | osób   | %      | osób    | %       | osób      | %         |
| Populacja                           | 2165   | 100    | 1096    | 50,62   | 1069      | 49,38     |
| Wiek przedprodukcyjny (0–17 lat)    | 446    | 20,6   | 242     | 11,18   | 204       | 9,42      |
| Wiek produkcyjny (18–65 lat)        | 1359   | 62,77  | 655     | 30,25   | 704       | 32,52     |
| Wiek poprodukcyjny (powyżej 65 lat) | 360    | 16,63  | 199     | 9,19    | 161       | 7,44      |

## Polityka
Wójtem gminy jest Josef Lechner, rada gminy składa się z 14 osób.
|      | CSU | FW | BV | Razem |
| 2008 | 6   | 5  | 3  | 14    |
| 2002 | 7   | 7  | -  | 14    |